# 鄭裔綽
郑裔绰（?—?），唐朝郑州荥泽县（今河南省郑州市惠济区）人，郑珣瑜之孙，郑覃之子。
郑裔绰性格刚正有其父之风，以门荫入仕，为李德裕所知，擢升为渭南县尉。直弘文馆，升任为谏议大夫。唐宣宗初年，刘潼自郑州刺史改任桂管观察使，郑裔绰不同意：“刘潼被责未久，不应该让他当观察使。”唐宣宗已派遣使者颁诏，于是追罢。郑裔绰担任给事中。柳珪升任为右拾遗，给事中萧倣、郑裔绰说柳珪不能事奉父亲柳仲郢，封还了任命他的诏书。柳仲郢上诉说柳珪不孝是诬蔑，请让他回家养亲，皇帝下诏同意。杨汉公为荆南节度使，因为贪赃贬为秘书监，后来被任命为同州刺史，郑裔绰与郑公舆三次封还制书。宣宗自即位，谏臣规正、门下论执驳正无所不纳。杨汉公平素结交皇帝左右，有人相助。这时，宣宗疑惑不从，制书遂施行。寒食节在禁中赐宴近臣，天子击球为乐，至门下官，对郑裔绰、郑公舆二人说：“近日论杨汉公之事，类似朋党。”郑裔绰说：“同州是太宗皇帝兴王之地（唐太宗李世民曾经驻军同州长春宫），陛下为太宗子孙，当慎重选择大臣托付。杨汉公以贪墨败官，怎能将重要的地方交给他？”宣宗变色。第二天，贬郑裔绰为商州刺史。当时他还穿绿衣，下诏赐绯衣鱼符。后由秘书监转任浙东观察使，官至太子少保。